# Пегінг

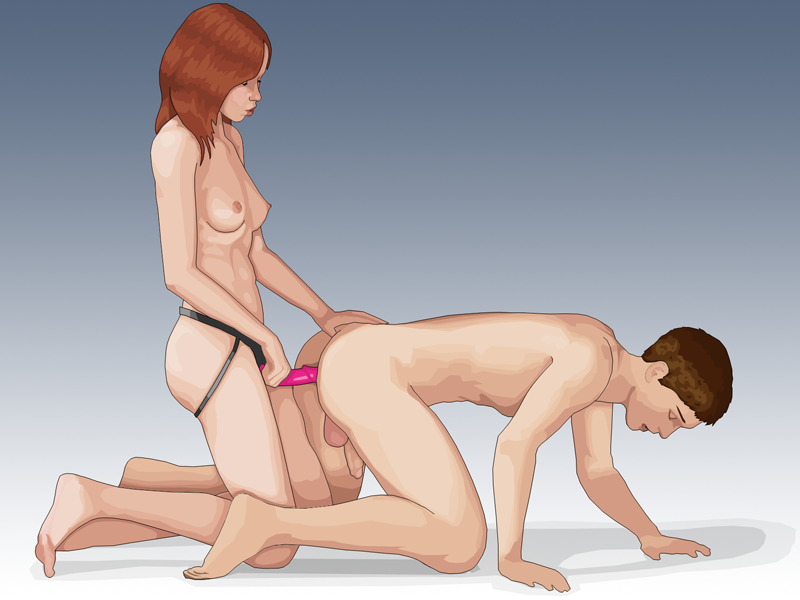
Жінка і чоловік займаються пегінгом зі страпоном

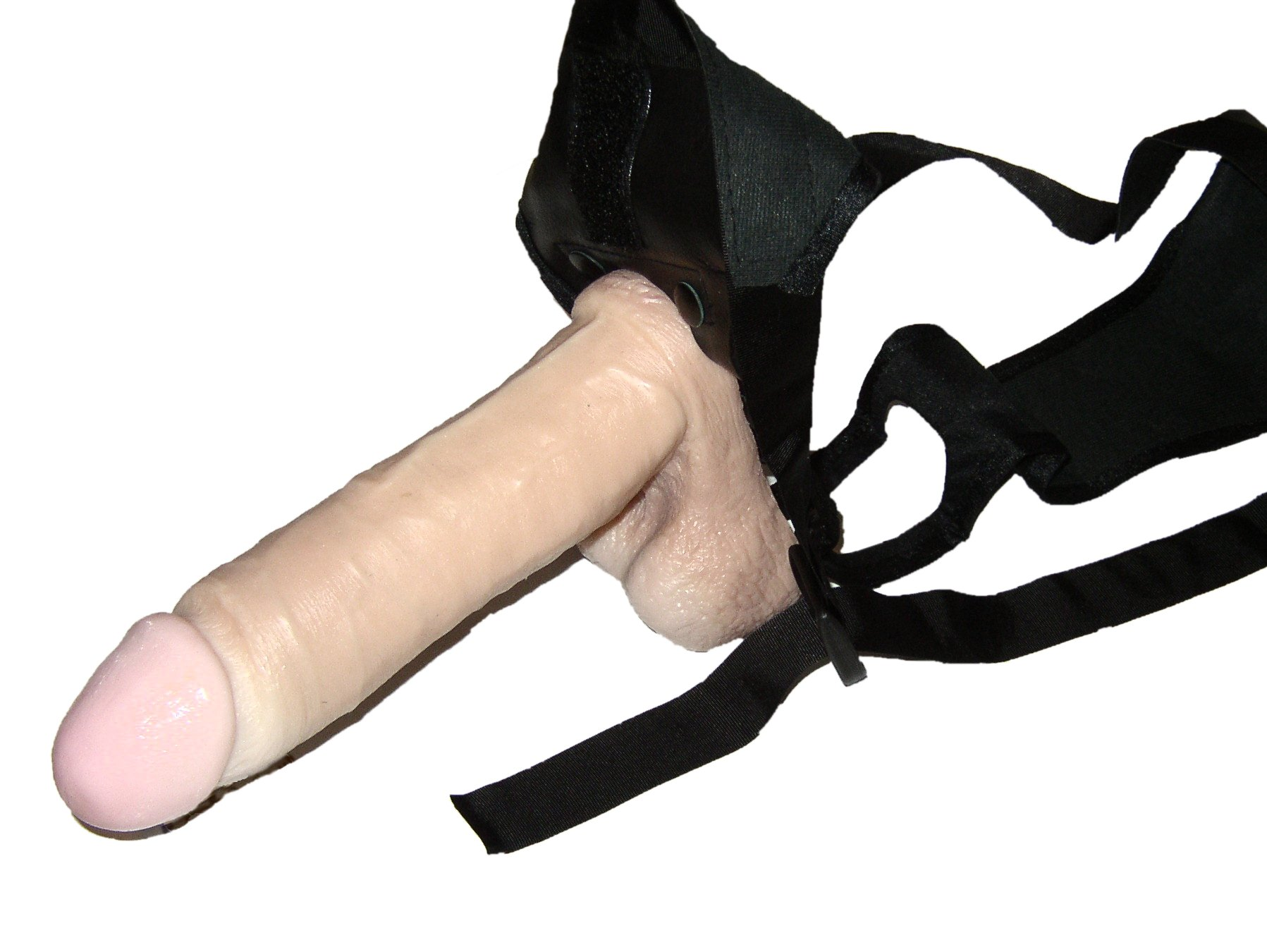
Страпон.

Пе́гінг (пеггінг, англ. Pegging, досл. «прив'язка») — сексуальна практика, при якій жінка вводить в анальний отвір чоловіка страпон, який імітує статевий орган чоловіка, закріплений на ній за допомогою пояса, ділдо або здійснює стимуляцію ануса анальною пробкою.
Неологізм з'явився в 2001 році, коли виявилось, що не існує спеціального терміна для означення сексуальної практики анального сексу для партнерів, при якій жінка вводить в анус партнера ділдо.

## Назва
Неологізм англ. pegging був популяризований завдяки фільму про сексуальну освіту Bend Over Boyfriend, що вийшов 1998 року. Після того, як він став переможцем у конкурсі на рубрику сексуальних порад Savage Love, проведеному Деном Севіджем у 2001 році після спостереження, що крім фрази «Strap On Sex», використана королевою та її партнером Робертом у своїй національній серії лекцій (Роберт був оригінальним Bend Over Boyfriend, на лекціях Good Vibrations). Концепція не мала загальної назви, і не було словникової статті для опису подібної практики. Інші слова включають «буггерство» або «содомія», але вони стосуються анального сексу в цілому. «Секс на страпоні» можна використовувати для вагінального чи анального статевого акту між людьми будь-якої статі за допомогою страпона, цей термін не такий конкретний як «пегінг». Хоча деякі квіри віддають перевагу терміну «секс на страпонах» замість «пегінг», тому що вони вважають, що другий варіант занадто гетеро- та цис- центричний.
Беккет і Міллер використовують англ. «pegger» і англ. «peggee» для позначення особи, яка проникає, та особи, в яку проникають; «топ» і «ботом» або «актив» і «пасив» як альтернативи.

## Метод
Це секс з проникненням із застосуванням фалоімітатора на ремінці (секс з проникненням), як правило у практиці анального проникнення. Зазвичай це визначається як практика, під час якої жінка за допомогою статевих іграшок проникає в анус чоловіка. Цей термін дуже зосереджений навколо чоловіка та жінки. Проте анальному проникненю може піддаватися будь-яка людина, незалежно від її геніталій чи ґендеру. Людина, яка проникає в партнера, використовує фалоімітатор на ремінці, часто силіконовий фалос, прикріплений за допомогою джгута або без лямок (фалоімітатор, який також проникає в кілок). Також під час подібної практики використовується лубрикант.
За словами Трістана Таорміно, стать і ґендерні ролі відіграють важливу роль у пегінгу. Пегінг змінює традиційні цисґендерні гетеросексуальні ґендерні ролі у сексуальних практиках: жінка проникає в чоловіка, який стає радше «пасивом», ніж «активом».

## Задоволення
Чоловіки отримують задоволення від стимулювання заднього проходу, прямої кишки, і сусідніх органів, особливо простати. Жінки отримують задоволення від стимулювання зони клітора при спеціальному закріпленні страпона, а також при використанні подвійного ділдо. Додатково, жінка може використовувати вторинний вібратор, між пенісом і клітором, щоб отримати задоволення від пегінгу. Деякі чоловіки і жінки отримують задоволення від нового досвіду зміни традиційних ролей: чоловіки від того, що можуть відчути себе в жінкою, а жінки від нового досвіду — відчути себе чоловіком.

## Популярність
Пегінг був зображений в ряді порнографічних фільмів у 70-х (Myra Breckinridge), хоча це не було явним.
У XXI сторіччі, порнографія з застосуванням практики пегінгу раптово стала дуже популярною в США. Цілий ряд студій сконцентрувались виключно на зніманні фільмів у яких використовується пегінг. Найвідоміші, зокрема: Strap It On, Babes Balling Boys, Strap-on Sirenz, Strap-on Chicks, Boss Bitches. Причин зростання інтересу до пегінгу досі так і не знайдено, але тільки в США існує декілька сотень порнофільмів з використанням виключно пегінгу, і в декілька разів більше фільмів, де трапляються такі епізоди.
Серед відомих порнозірок, які відкрито зізнаються, що активно практикують пегінг, Тейлор Вейн, Дебі Даймонд, Брітані Ендрюс, Монік Ковет.